# Бери (Кентаки)
Бери (енгл. Berry) град је у америчкој савезној држави Кентаки.

## Демографија
По попису из 2010. године број становника је 264, што је 46 (-14,8%) становника мање него 2000. године.
| Група             | 2000.       | 2010.       |
| Белци             | 302 (97,4%) | 257 (97,3%) |
| Афроамериканци    | 0 (0,0%)    | 0 (0,0%)    |
| Азијати           | 0 (0,0%)    | 0 (0,0%)    |
| Хиспаноамериканци | 2 (0,6%)    | 3 (1,1%)    |
| Укупно            | 310         | 264         |